# BA-64
BA-64(ロシア語:БА-64)は、偵察と連絡任務のため、ソ連赤軍によって1942年から1960年代初期まで使用された四輪駆動の軽装輪装甲車である。
本車はソビエト版のジープともいうべきGAZ-64とGAZ-67のシャーシーに装甲されたボディを乗せた軽装甲車である。乗員は運転手と機関銃手の2名で、武装は機関銃1丁のみ、小銃弾に耐えられる程度の装甲しか持たなかった。
BA-64Bは乗員達から「Bobik」とあだ名をつけられた。BA-64の生産総数の記録は、ロシア側の資料でさえ異なっている。よく定見として用いられる生産数は、GAZ自動車工場での9,110両生産というものである。うち3,901両はBA-64、5,209両はBA-64Bとされる。しかしニジニ・ノヴゴロドの車輌が描かれている付近の、記念の額には9,063両という数字が示されている。赤軍の代表者は8,174両のBA-64を受納し、その中には通信装備の付いた車輌が3,390両含まれていた。他の車輌は内務人民委員部の部隊と、ソビエト連邦の同盟国へ配備された。

## 生産の経緯
BA-64装甲車は、GAZの主任設計者であるV・A・Grachevが設計を主導した。設計作業が開始されたのは1941年7月17日である。設計陣にはF・A・Lependin（基礎レイアウト）、G・M・Wassermann（エンジニアのリーダー）、Yu・N・Sorochkin、B・T・Komarevskiy、V・F・Samoilov (装甲された車体)、そして他の設計者達がいた。1942年4月10日、GrachevはBA-64装甲車とGAZ-61軽ジープを生み出したことによって第3級スターリン国家賞を授与された。
最初期のBA-64モデルはGAZ-64ジープを基礎とし、傾斜した装甲板を装備した。これはドイツ軍のSd Kfz 222の設計にいくらか類似している。1941年9月7日、捕獲された1両のSd Kfz 222が試験と分析のためにGAZへと移された。最初の試作車輌は1942年1月9日に試験された。車体にはsdkfz-234と基本形状において多くの類似点があった。またこの車輌は開放された屋根と、ピントルマウントに装備された7.62mm DT機関銃を有した。この車輌は乗員2名によって運用された。この翌日、BA-64の試作車輌はクリメント・ヴォロシーロフに展示された。公式な公開は、1942年3月3日にクレムリンで行われた。ソ連国家防衛委員会は、1942年3月14日に赤軍の任務に用いるためBA-64を採用した。本車はトップヘビーによって起伏の多い地形では簡単に転倒した。
改善されたBA-64Bモデルは、GAZ-67Bジープを基礎としており、より広軌のホイールベースを採用して1943年に公開された。この型はまた、小型銃塔を追加装備していた。BA-64Bの大量生産は第二次世界大戦の残りの期間を通じて続き、1946年に終了した。最後の62両はその年のうちに完成した。
BA-64Bはポーランドとチェコの部隊にも使用され、また、赤軍を前身とするソビエト連邦軍で任務についた。戦争終結後、いくつかのBA-64Bが東ドイツの警察に譲渡された。他、戦後の移管によりBA-64Bは北朝鮮、中国およびユーゴスラビアに配備された。

## 派生型
BA-64
最初期のオープントップ型量産車輌。GAZ-64を基礎としている。
BA-64B
銃塔付きの主力となった生産型。GAZ-67Bを基礎としている。
BASh-64
装甲されたコンパートメントによる派生型。技術車輌である。
BA-64DShK
(1944) 12.7mm DShK38重機関銃で武装した車輌。
BA-64D
「desantniy」試作のみ。6名の兵員を輸送する。
BA-64ZhD
試作のみ。フランジ式の車輪を持ち、二種類の異なる鉄道用装軌車輌が作られた。開発はGAZおよびVyksunskiy工場である。
BA-64SKh
試作のみ。 半装軌式トラックで、雪上での運行のため前輪がスキーになっていた。試作されたGAZ-60が基礎となっていた。

## 戦歴

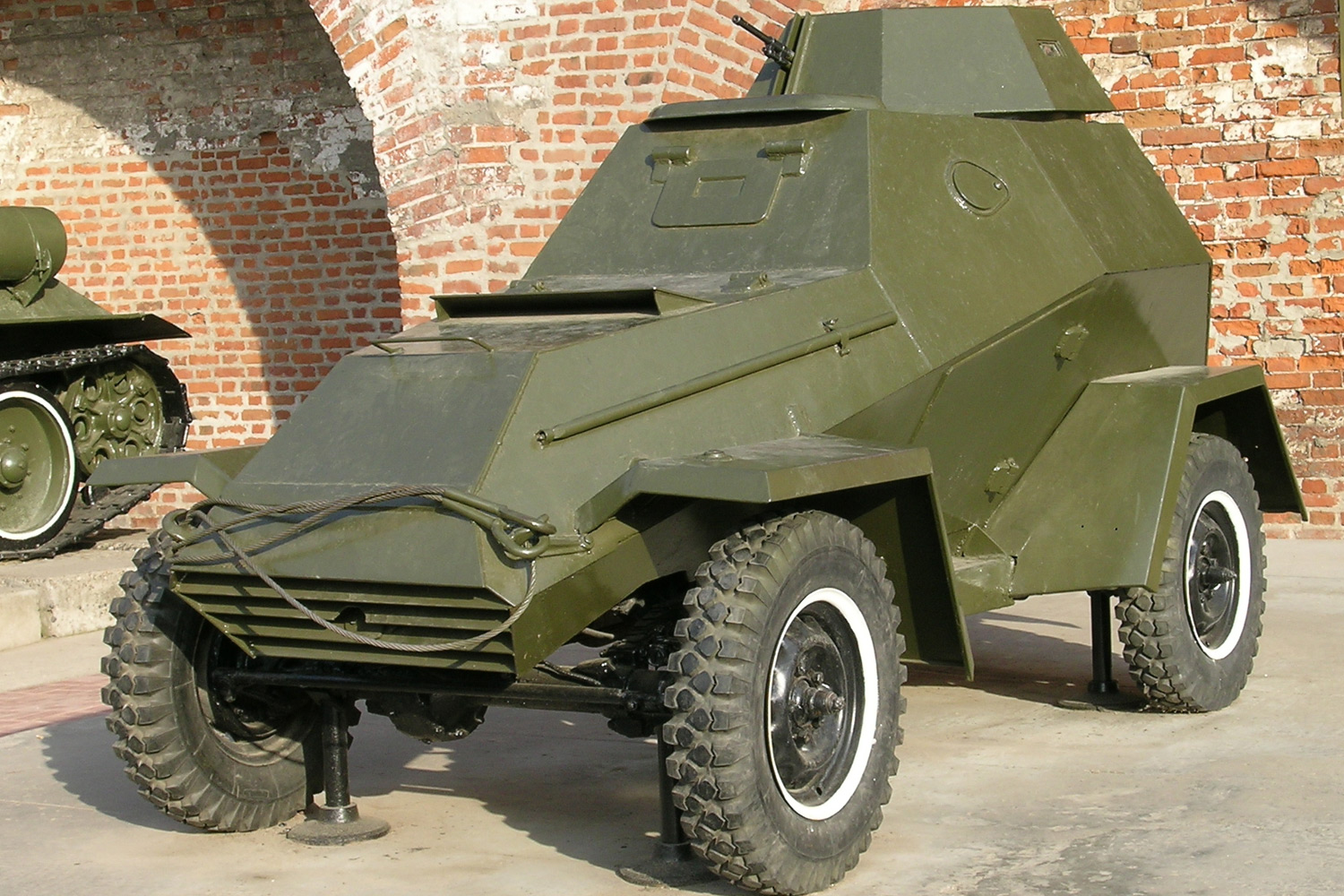
ロシア、クレムリンのニジニ・ノヴゴロドにて記念車輌として保存されるBA-64B装甲車。

BA-64の大きな欠点は弱武装にあった。しかしBA-64は、この不利にもかかわらず偵察や連絡任務にうまく用いられた。
もう一つの長所は、DT機関銃の高い仰角にあった。 高速性能と良好な操縦性に加え、これはBA-64を市街戦に投入し得るものとし、建築物の高い階に潜む敵歩兵に対して成功を収めた。仰角の大きさから対空射撃も可能であったが、航空機に対しては機銃が威力不足であり威嚇としての意味しか無かった。

## 運用国
- 朝鮮民主主義人民共和国